# Ніхарі
Ніхарі — рагу, яке повільно готується переважно з м'яса яловичини або баранини, козячого м'яса та курки, з додаванням кісткового мозку та безлічі спецій. Започаткована страва на Індійському субконтиненті.

## Етимологія
Nihari походить від слова урду nihar نہار, яка виникла від арабського nahaar ‏نهار‏‎), що означає «ранок». Набоби в імперії Моголів їли її вранці після ісламської ранкової молитви (сала) Фаджр. Після чого дрімали до обіду, а коли прокидалися, розпочиналася післяобідня молитва.

## Історія
Із робіт Сушури Самхіти відомо, що бульйон із легкими спеціями і використанням солі віди, зеери та асафетиди готували ще у Стародавній Індії . 
Ніхарі або виникла в Хайдарабаді або Старому Делі наприкінці XVIII століття, або в королівських кухнях Авада, в сучасному Лакхнау, штат Уттар-Прадеш, Індія.
Ніхарі — давній популярний делікатес у частинах Бангладеш, зокрема Дакці та Читтагонгу. Страва відома своєю пікантністю та смаком. Люди готували її протягом цілої ночі й отримували рано вранці після ранкової молитви. Він розроблявся разом із загальною кухнею мусульман Індійського субконтиненту і мав багато варіацій пікантності та текстури. 

## Популярність
Ніхарі — традиційна страва мусульман Делі, Бхопала та Лакхнау .В Карачі та Дакки багато мусульман- мігрантів з півночі Індії, після створення Пакистану в 1947 р, відкрили свої ресторани. У Карачі, а незабаром і по всьому Пакистану, Ніхарі мав бурхливий успіх. Зараз Nihari можна придбати в пакистанських ресторанах по всьому світу.

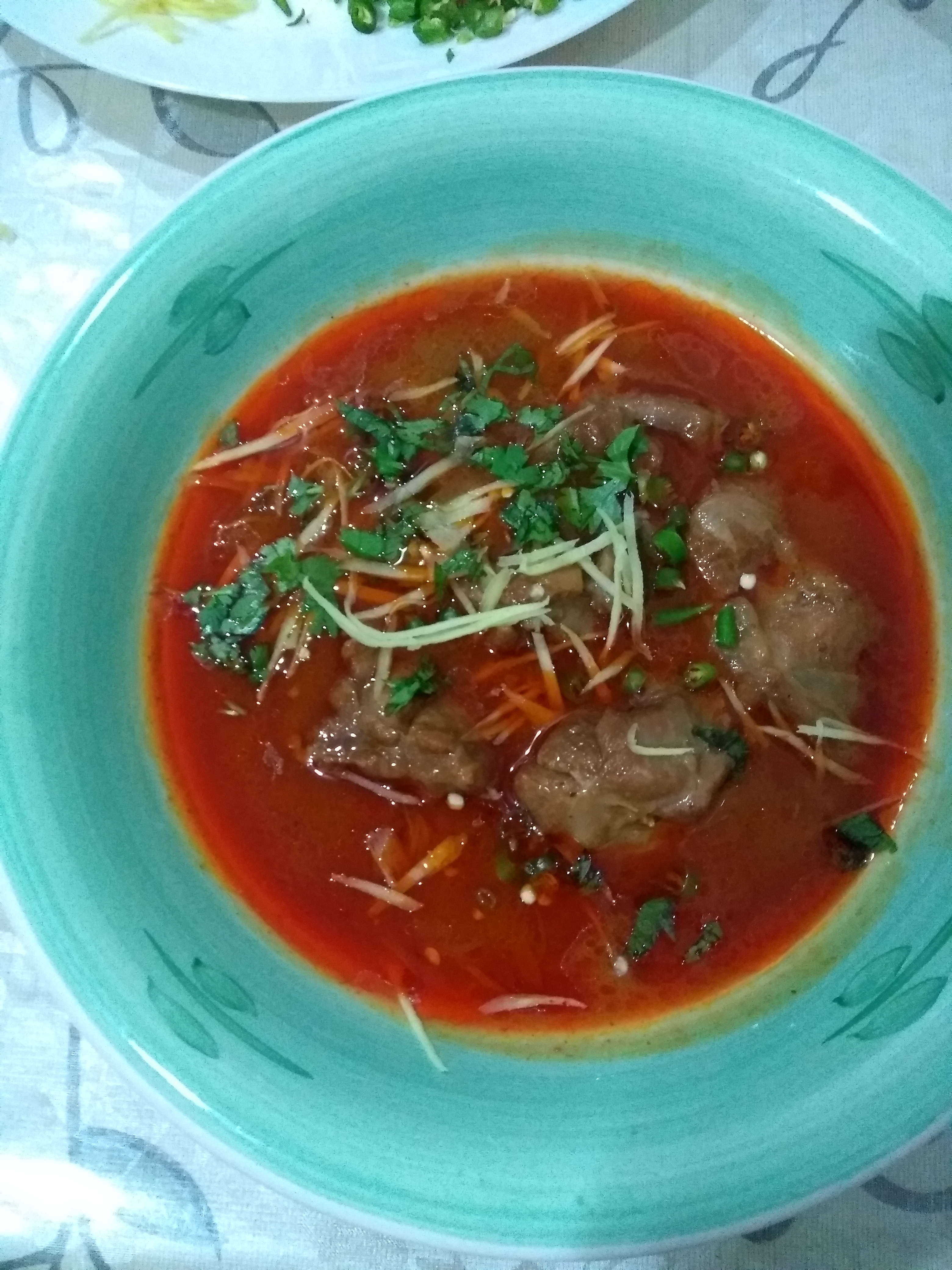
Яловичина по-ніхарськи карачі, Рас-Танура, Саудівська Аравія — прикрашена імбиром жульєн, листям коріандру та зеленим чилі

У деяких ресторанах для приготування Ніхарі додають залишок страви у горщик наступного дня. Ця повторно використана порція Ніхарі називається таар і вважають, що вона надає унікальний аромат. Ця традиція існує понад століття.

## Ліки
Ніхарі часто використовують від застуди, гарячки та ринореї, як домашній засіб.